# Cor triatriatum
Cor triatriatum (ou coração triatrial) é um defeito congênito no coração, onde o átrio esquerdo ou direito é subdividido por uma membrana fina, resultando em três câmaras atriais (daí o nome). A membrana pode ser completa ou pode conter um ou mais fenestrações de tamanho variável. Normalmente, uma câmara proximal recebe as veias pulmonares (átrio esquerdo) ou as veias cavas (átrio direito), e a câmara (true) distal está localizado mais anteriormente onde ela deságua no ventrículo através da valva atrioventricular (valva mitral/bicúspide no coração esquerdo e valva tricúspide no coração direito). A doença pode ser tratada cirurgicamente através da remoção da membrana divisória do átrio.